# Rhaphipodus fruhstorferi
Rhaphipodus fruhstorferi là một loài bọ cánh cứng trong họ Cerambycidae.